# Schirmmütze

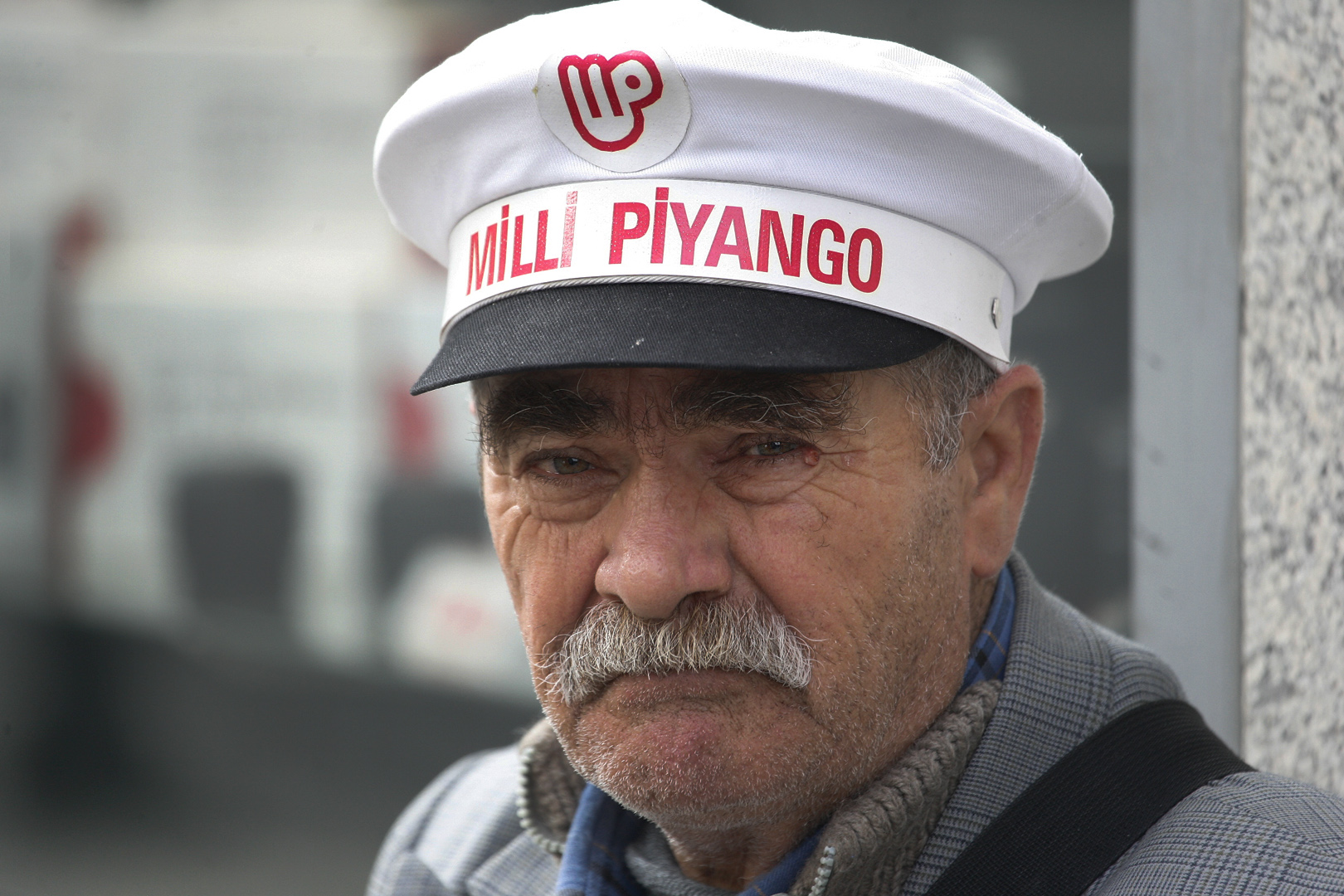
Mann mit Schirmmütze

Die Schirmmütze, Schildkappe oder Tellerkappe (in Österreich) ist eine Form der Kopfbedeckung. Sie ist eine Mütze, welche immer einen Schirm im gedachten Viertelkreis der runden Mütze trägt. Sie entstand aus dem Tschako, einer militärischen Kopfbedeckung des 19. Jahrhunderts, durch schrittweise Verkleinerung des Hutturmes.
Der Schirm der Schirmmütze dient in erster Linie dem Schutz der Augen vor der Sonneneinstrahlung, aber auch des Gesichts vor Regen. Die Schirmmütze unterscheidet sich damit von einem Hut, welcher meist weitere Regionen des Kopfes, wie Ohren und Nacken, beschattet.
In der Regel befindet sich über dem Schirm eine Kordel bzw. Riemen (auch Sturmriemen genannt), welche aufgeknöpft und als Kinnriemen um das Kinn des Trägers gelegt werden kann. Der Mützenschirm wird teilweise auch als Dach bezeichnet.

## Uniform
Schirmmützen werden üblicherweise als Standarduniformteil bei der Polizei, dem Militär, der Feuerwehr, bei Verkehrsbetrieben und der Eisenbahn sowie der Seefahrt getragen. Auch die Grundform der Schüler- und der Studentenmütze ist die einer Schirmmütze.
Die abgebildete geschwungene Form der deutschen Schirmmütze, deren Spitze mit der Aufstellung der Bundeswehr 1955 sogar noch einmal erhöht wurde, diente als Modell für den Schnitt der Dienstmützen zahlreicher anderer Staaten, u. a. der des Militärs der USA sowie der Polizei Italiens. Die extrem breite sowjetische Tellermütze hat das Modell des Zweiten Weltkriegs mit seinem kleinen Teller ersetzt. Das ungarische Heer verwendet traditionell eine Variante der Bergmütze mit stark ausgeprägter nach oben und vorn zulaufender Spitze.
Oft ist die Schirmmütze Anbringungsort von Dekorationen, die dem amtlichen Rang des Trägers Ausdruck verleihen. Die polizeilich-militärische Bezeichnung der Schirmmütze in Deutschland ist Dienstmütze.

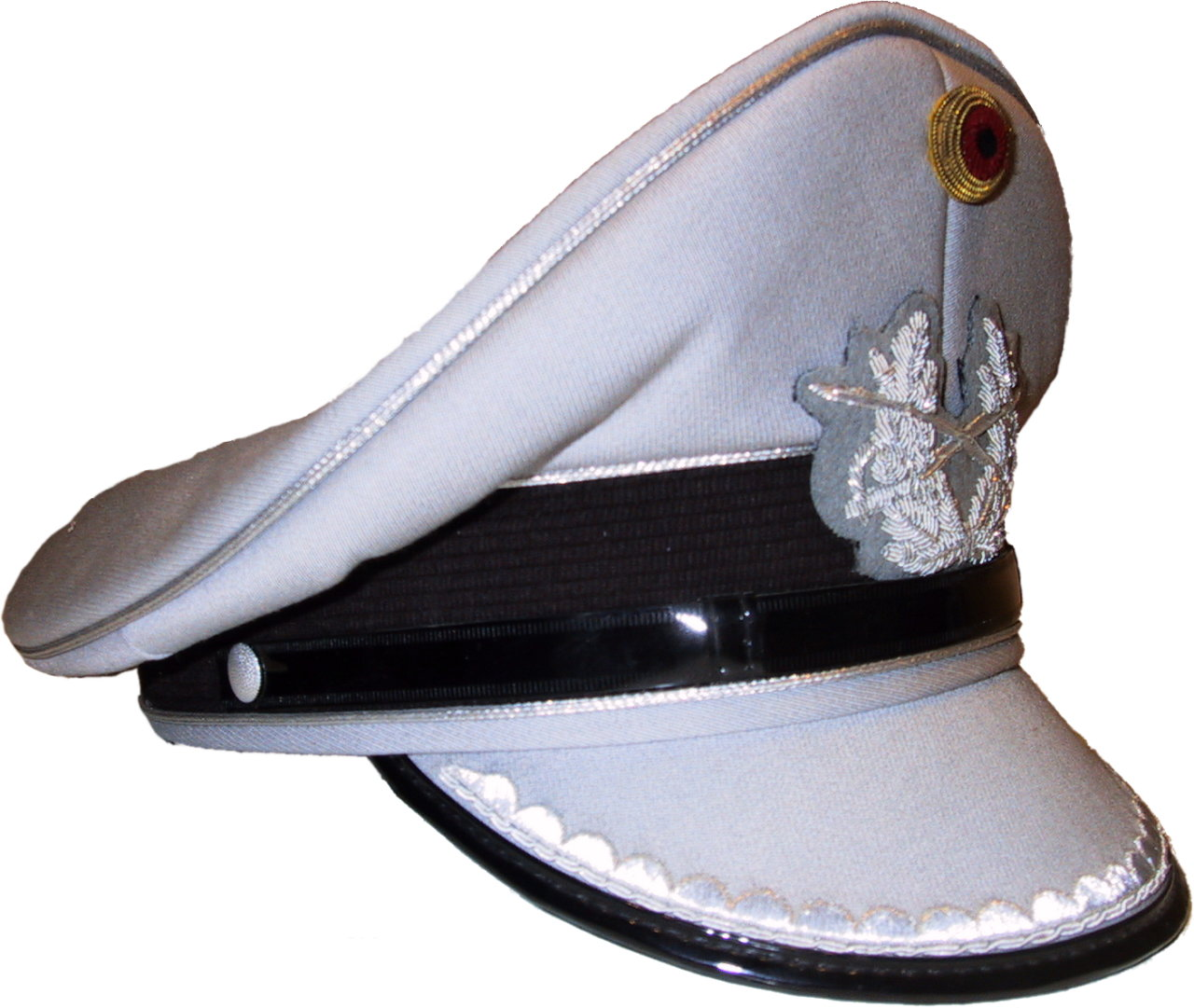
Schirmmütze der Bundeswehr für Heeresuniformträger der Dienstgradgruppen Leutnante, Hauptleute und für den Dienstgrad Oberfähnrich
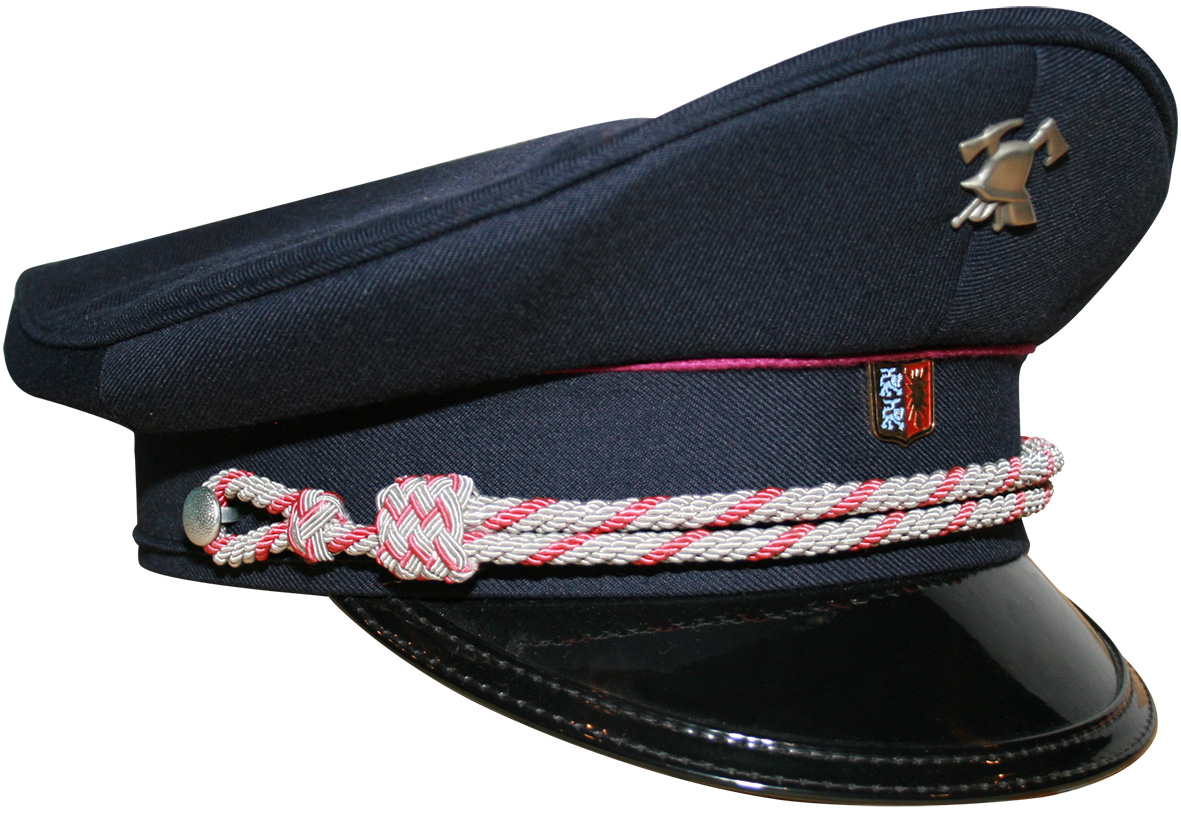
Schirmmütze der Feuerwehr in Schleswig-Holstein für die Löschmeister-Dienstgrade
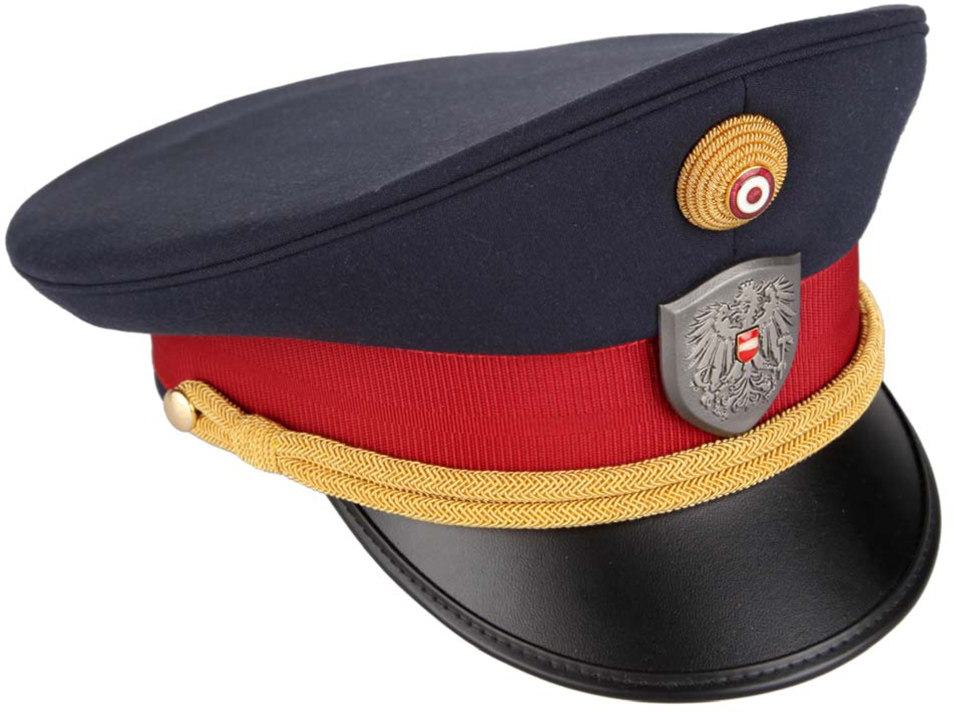
Tellerkappe der österreichischen Bundespolizei
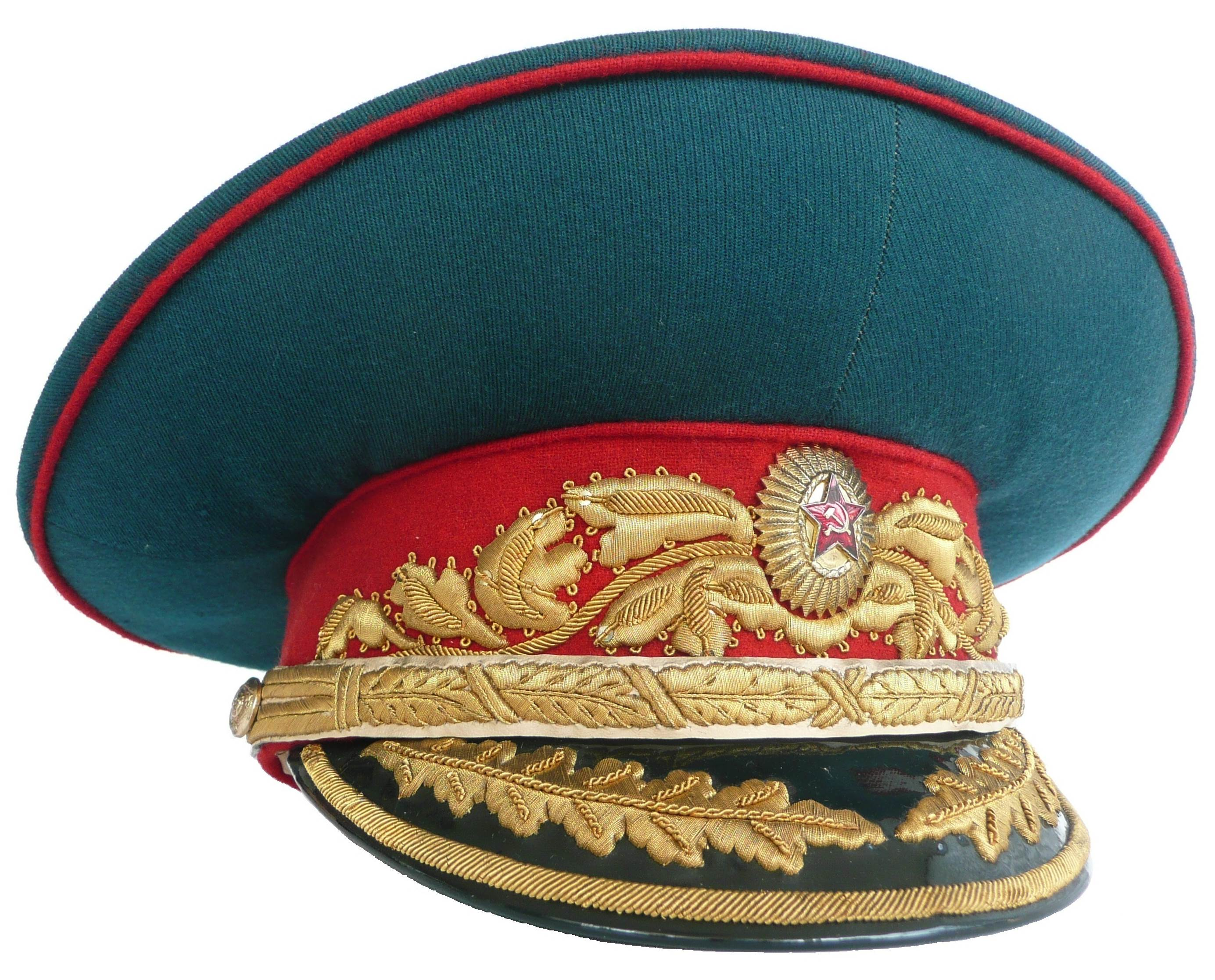
Schirmmütze Marschall der UdSSR

### Bundeswehr
Die Schirmmütze ist eine der Kopfbedeckungen der Bundeswehr. Für viele Marineuniformträger ist die Schirmmütze die gewöhnliche Kopfbedeckung zum Dienstanzug. Seltener wird die Schirmmütze von Luftwaffen- und Heeresuniformträgern getragen, wo meist stattdessen Barett, Bergmütze oder Schiffchen getragen werden, da die Schirmmütze dort nur noch bei den Feldjägern zur dienstlich gelieferten Ausstattung gehört. Insbesondere bei den Offizieren der Luftwaffe ist der (nach Vorschrift erlaubte) private Kauf der Schirmmütze aber üblich. Die Schirmmütze wird überwiegend nur zum Dienst- und Gesellschaftsanzug getragen. Ausführung und die Schirmapplikationen erlauben meist die Zuordnung des Soldaten zu einer Teilstreitkraft oder Dienstgradgruppe.

## Zivil
Ins Zivile abgewandelte Formen der Schirmmütze sind die Schiebermütze, die Ballonmütze, die Schiffermütze und die Prinz-Heinrich-Mütze. In der ersten Hälfte des 19. Jahrhunderts war die Biedermeiermütze populär. Analog zur Schirmmütze entwickelte sich die Baschlikmütze aus dem Tschako mit Klappen. Die Baseballcap wird heute oftmals anstelle der früher in Deutschland und Österreich weit verbreiteten Bergmütze getragen.

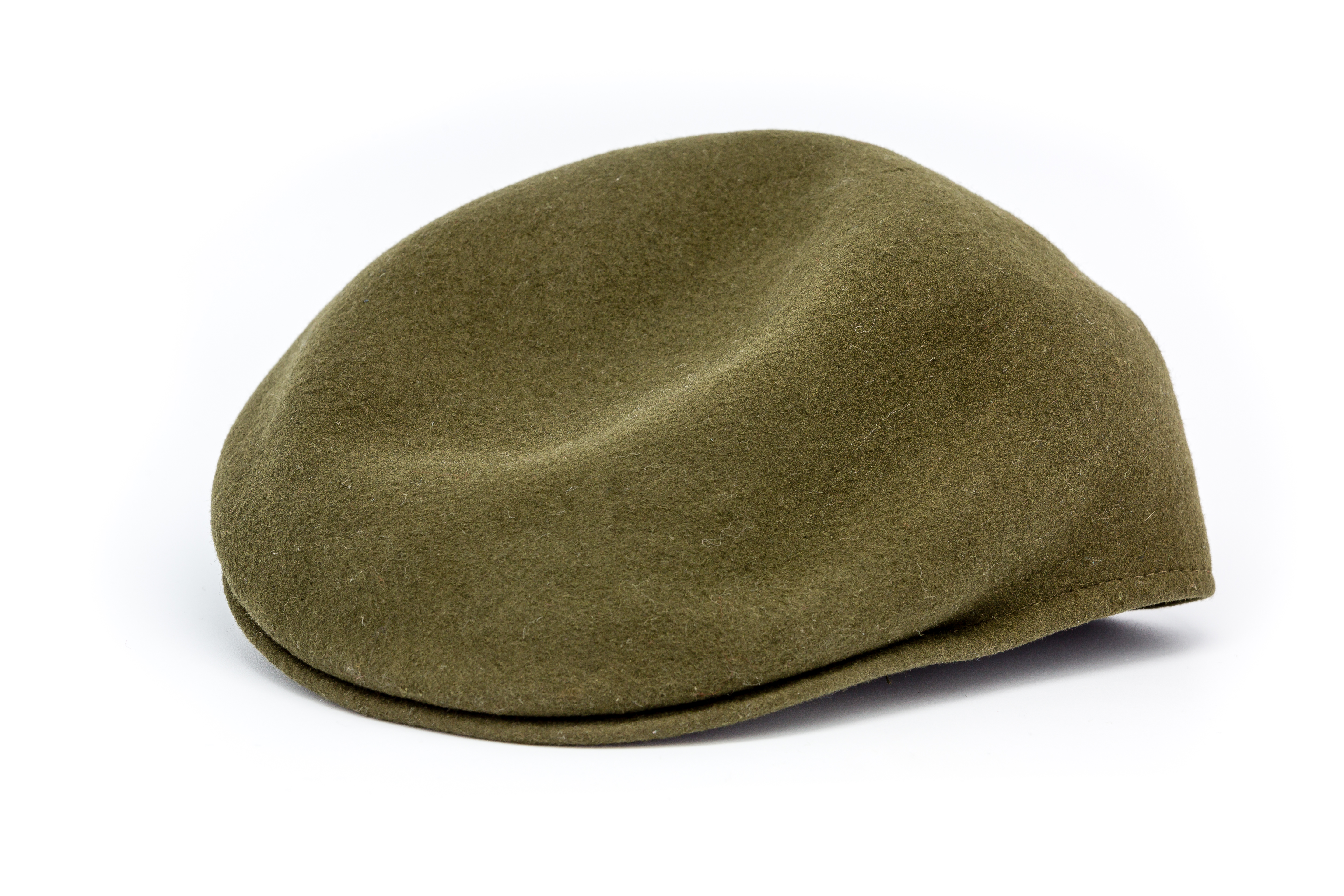
Schiebermütze
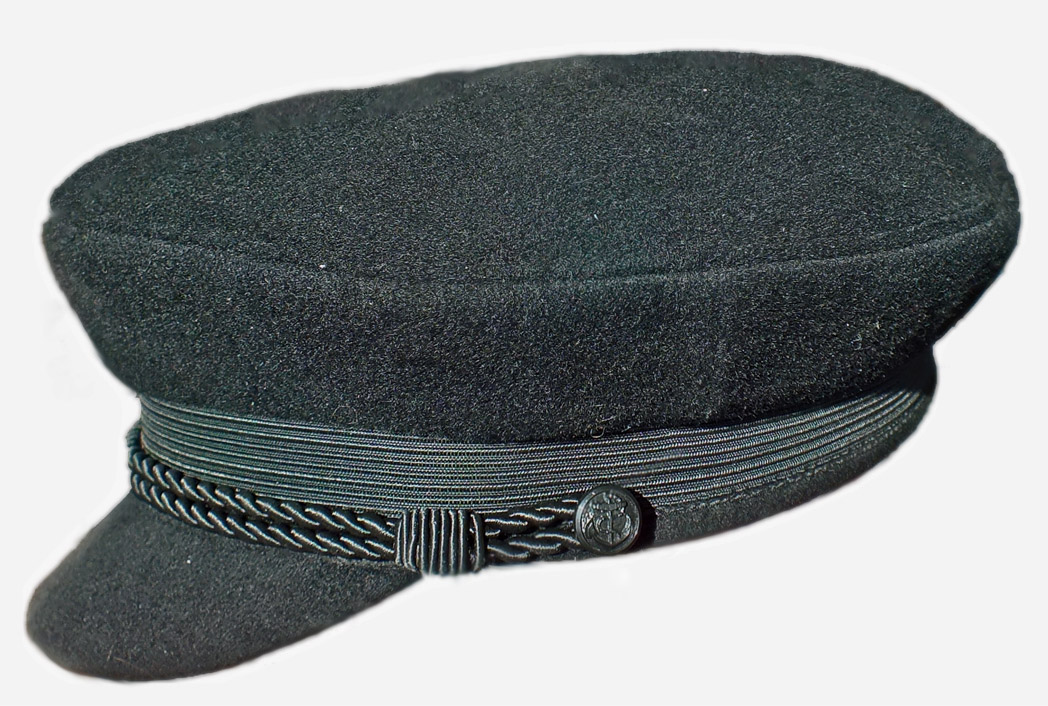
Elbsegler, eine Schiffermütze
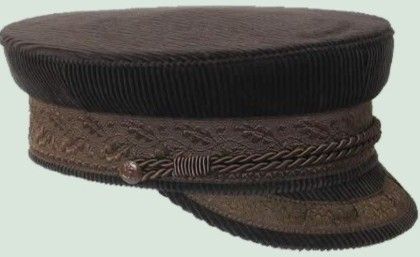
Prinz-Heinrich-Mütze
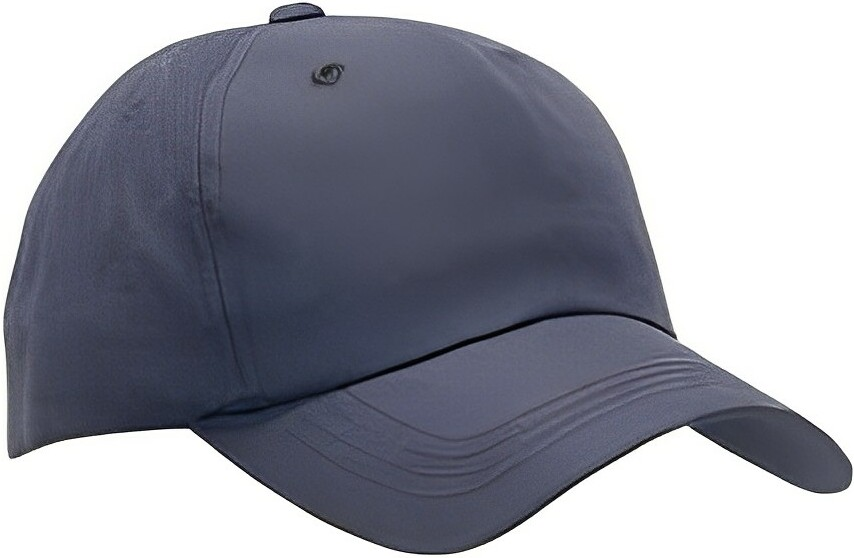
Baseballcap